# 637

## Nașteri
- dată necunoscută: Rodoald al longobarzilor  (d. 653)